# 嵇曾筠
嵇曾筠（1670年—1738年），字松友，號禮齋。江南無錫城內學前街人。清朝政治人物，进士出身。

## 生平
康熙四十五年（1706年）进士，選庶吉士，散館授翰林院編修。康熙五十六年（1717年）出督山西學政。雍正元年（1723年）升都察院左佥都御史，值南书房，雍正五年（1727年）管山东黄河堤工。雍正七年（1729年）授河南山东河道总督。雍正十一年（1733年）授文华殿大学士，兼吏部尚书。雍正十三年秋八月总理海塘事。卒諡文敏。

## 著作
著作有《師善堂集》、《防河奏議》。曾修《浙江通志》280卷，《河南通志》80卷。另有《梁溪書畫徵》1卷。

## 家族
四十三世祖嵇康。父嵇永仁，被靖南王耿精忠的軍隊所殺。子嵇璜，官至文淵閣大學士。

## 延伸阅读
[在维基数据编辑]
 《清史稿/卷310》，出自趙爾巽《清史稿》

## 外部連結
- 嵇曾筠 （页面存档备份，存于） 中研院史語所
- 嵇曾筠 中國無錫網

| 官衔          | 官衔                                                                            | 官衔          |
| ------------- | ------------------------------------------------------------------------------- | ------------- |
| 前任： 何天培 | 兵部漢尚書 雍正六年二月庚戌－雍正六年四月乙巳 （1728年4月8日－1728年6月2日）    | 繼任： 石文焯 |
| 前任： 宜兆熊 | 吏部漢尚書 雍正六年四月乙巳－雍正十一年四月乙卯 （1728年6月2日－1733年5月17日） | 繼任： 勵廷儀 |